# 锡戈捷
锡戈捷（法語：Sigottier，法語發音：[siɡɔtje]）是法国上阿尔卑斯省的一个市镇，位于该省中部，属于加普区。

## 地理
锡戈捷（44°27'18"N, 5°41'31"E）面积25.33 平方千米，位于法国普罗旺斯-阿尔卑斯-蓝色海岸大区上阿尔卑斯省，该省份为法国东南部内陆省份，北起萨瓦省，西北接伊泽尔省，西南接德龙省，南至上普罗旺斯阿尔卑斯省，东北部与意大利接壤。
与锡戈捷接壤的市镇（或旧市镇、城区）包括：阿斯普勒蒙、拉巴蒂蒙萨莱翁、莱皮讷、蒙克吕、拉皮亚尔、塞尔。

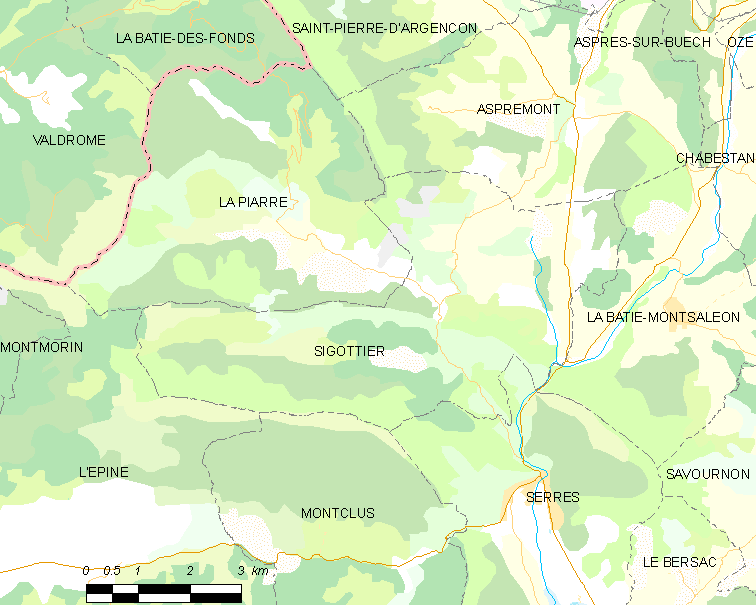
锡戈捷的OSM定位图

锡戈捷的时区为UTC+01:00、UTC+02:00（夏令时）。

## 行政
锡戈捷的邮政编码为05700，INSEE市镇编码为05167。

## 政治
锡戈捷所属的省级选区为塞尔县。

## 人口

1962-2008年间锡戈捷人口变化图示

锡戈捷于2022年1月1日时的人口数量为84人。